# Tatsuya Shinhama
Tatsuya Shinhama (Japans: 新濱　立也, Shinhama Tatsuya) (Betsukai (Subprefectuur Nemuro)7 november 1996) is een Japanse langebaanschaatser.
Shinhama brak door in het seizoen 2018/2019, waarbij hij indruk maakte door het rijden van razendsnelle tijden op de 500 meter. Zo schaatste hij op 9 maart 2019 in Salt Lake City in de Wereldbekerfinale met 33,83 de op dat moment de snelste tijd ooit. In dezelfde wedstrijd was de Rus Pavel Koelizjnikov twee ritten later met 33,61 nóg sneller. Een dag later won Shinhama de tweede 500 meter in een nieuw Japans record van 33,79. Shinhama is op de 500 meter wel houder van het wereldrecord laaglandbaan,
het wereldrecord buitenbaan en het wereldrecord laagland-buitenbaan.
In 2020 werd hij wereldkampioen sprint in Hamar, en werd daarmee de tweede mannelijke Japanse wereldkampioen sprint na Akira Kuroiwa in 1987. Als gevolg van de Coronapandemie nam Shinhama in het daaropvolgende seizoen 2020-2021, evenals andere Aziatische schaatsers, niet deel aan internationale wedstrijden. 

## Persoonlijke records
| Afstand    | Tijd    | Datum             | Baan           |
| ---------- | ------- | ----------------- | -------------- |
| 500 meter  | 33,79   | 10 maart 2019     | Salt Lake City |
| 1000 meter | 1.06,72 | 28 januari 2024   | Salt Lake City |
| 1500 meter | 1.52,14 | 26 september 2014 | Calgary        |
| 3000 meter | 4.22,96 | 26 december 2014  | Akan           |

(laatst bijgewerkt: 14 februari 2024)

## Resultaten
| Jaar | WK Sprint          | WK Afstanden       | Olympische Spelen  | Wereldbeker        | WK Junioren       |
| ---- | ------------------ | ------------------ | ------------------ | ------------------ | ----------------- |
| 2015 |                    |                    |                    |                    | 11e 500m 8e 1000m |
| 2016 |                    |                    |                    |                    | 4e 500m 14e 1000m |
|      |                    |                    |                    |                    |                   |
| 2019 | · (, 5e, , 5e)     | 16e 500m 16e 1000m |                    | 500m · 17e 1000m   |                   |
| 2020 | · (, , , )         | 500m               |                    | 500m · 29e 1000m   |                   |
|      |                    |                    |                    |                    |                   |
| 2022 | 5e · (, 8e, , 13e) |                    | 20e 500m 21e 1000m | 500m               |                   |
| 2023 |                    | 9e 500m 12e 1000m  |                    | 14e 500m 33e 1000m |                   |
| 2024 |                    | 21e 500m 6e 1000m  |                    | 6e 500m · 1000m    |                   |
| 2025 |                    | 6e 500m 23e 1000m  |                    | 500m · 15e 1000m   |                   |

(#, #, #, #) = afstandspositie op sprinttoernooi (500m, 1000m, 500m, 1000m).